# 南島原市立津波見小学校
南島原市立津波見小学校（みなみしまばらしりつ つばみしょうがっこう、Minamishimabara City Tsubami Elementary School）は、かつて長崎県南島原市加津佐町にあった公立小学校。
2014年（平成26年）3月末に南島原市加津佐地区の小学校2校と統合されて閉校した。

## 概要
歴史
1883年（明治16年）に下等野田小学校（現南島原市立野田小学校）の分校として創立。公立小学校規模適正化により2014年（平成26年）3月末に南島原市加津佐地区の小学校3校（加津佐東・津波見・山口）が統合されて南島原市立加津佐小学校が新設された。
学校教育目標
「思いやりがある子ども、よく考える子ども、体をきたえる子ども」
校章
波を図案化したもので校名の「津波見小」の文字（縦書き）を囲んでいる。
校区
南島原市加津佐町八石、里、山内、西平、権田。中学校区は南島原市立加津佐中学校。

## 沿革
- 1883年（明治16年）6月1日 - 「下等野田小学校津波見分校」として創立される。
- 1886年（明治19年）4月1日 - 小学校令の施行により、野田小学校より分離し、「簡易津波見小学校」（簡易小学校）として独立。
  - 修業年限を3年とする。簡易小学校は文字通り尋常小学校に比べて施設・設備・教育内容などの面で簡易的な小学校であった。
- 1889年（明治22年）4月1日 - 町村制の施行により、南高来郡加津佐村が発足。これにより、加津佐村立の小学校となる。
- 1893年（明治26年）4月1日 - 「津波見尋常小学校」に改称。修業年限を4年（=義務教育期間）とする。
- 1897年（明治30年）4月1日 - 4学年が完成する（1893年（明治26年）4月入学生が4年生となる）。
- 1904年（明治37年）
  - 1月 - 吉野桜20本を植樹。
  - 2月 - 校舎を改築し移転を完了。
- 1906年（明治39年）4月1日 - 女子を対象に裁縫科を新設。
- 1908年（明治41年）
  - 4月1日 - 小学校令の改正により、義務教育年限が4年から6年に延長されたため、尋常科第5学年を新設。　
  - 6月 - 男子を対象に手工科を新設。
- 1909年（明治42年）4月1日 - 義務教育年限の延長により、尋常科第6学年を設置。これにより6学年が完成する。
- 1913年（大正2年）
  - 3月 - 校旗を制定。
  - 4月24日 -　安永安次の墓参りを開始。
  - 9月 - 安永安次の墓地指定標・孝子田標が建立される。
- 1917年（大正6年）1月 - 開校記念日の式典を開始。
- 1923年（大正12年）8月25日 - 前年の南高大地震により被災した校舎の大規模修理が完了。
- 1928年（昭和3年）1月1日 - 加津佐村が町制を施行し、加津佐町立の小学校となる。
- 1941年（昭和16年）4月1日 - 国民学校令の施行により、「加津佐町津波見国民学校」と改称。尋常科を初等科（修業年限6年）に改める。
- 1947年（昭和22年）4月1日 - 学制改革（六・三制の実施）により、国民学校が改組され「加津佐町立津波見小学校」となる。
  - 当初の学級は4（うち複式学級2（4学年））
- 1950年（昭和25年）6月30日 - 新校舎が完成し、6学級を設置。複式学級を解消し、単式授業を開始。
- 1951年（昭和26年）
  - 3月 - 運動場を拡張。
  - この年 - 電話が開通。
- 1952年（昭和27年）4月24日 - 孝子祭を再開。放送設備を設置。
- 1955年（昭和30年）
  - 2月26日 - ピアノを購入。
  - 8月 - 図書館を設置。
  - 10月 - 水道施設を設置。
- 1957年（昭和32年）3月 - 観察用池・噴水施設を設置。校舎周囲に生垣を植付ける。
- 1959年（昭和34年）
  - 3月31日 - 普通教室3、職員室1、特別室1、体育倉庫を増築。
  - 4月 - 公民館を改造し、保健室・家庭科室・理科準備室・炊事室を増設。　
  - 8月 - 運動場を拡張。
- 1961年（昭和36年）10月 - 公民館を理科室に改造。
- 1963年（昭和38年）
  - 1月1日 - 校歌を制定。
  - この年 - ミルク給食を開始。
- 1968年（昭和43年）
  - 3月3日 - 給食室が完成。
  - 3月18日 - 完全給食を開始。
- 1972年（昭和47年）4月1日 - 2学年において複式学級を導入し、計5学級編成とする。
- 1980年（昭和55年）3月7日 - 新校舎が完成。
- 1982年（昭和57年）3月25日 - 体育館が完成。
- 1983年（昭和58年）11月11日 - 創立100周年記念式典を挙行。記念事業としてタイムカプセルを設置。
- 1989年（平成元年）8月 - 給食棟を改修。
- 2006年（平成18年）3月31日 - 南島原市の発足により、「南島原市立津波見小学校」（現校名）に改称。
- 2007年（平成19年）4月24日 - 孝子祭300年祭を挙行。
- 2013年（平成25年）4月1日 - 3学級編成（単式1・複式2）とする。
- 2014年（平成26年）
  - 3月31日 - 閉校。加津佐地区の小学校2校（加津佐東小学校・山口小学校）と統合される。
  - 4月1日 - 在校生は旧・加津佐東小学校校舎・校地に新設される南島原市立加津佐小学校にスクールバスで通学することとなる。

## 行事
「孝子祭」
津波見地区は江戸時代に本朝二十四孝に列せられた孝子、安永安次の故郷であると言われている。津波見小学校の裏手には、安永安次が父母のために心を込めて耕したという田があったとされる地に孝子田の標石が立てられている（1913年（大正2年）設置）。その徳を偲び、命日の4月24日には地区全体で「孝子祭」が毎年行われており、津波見小学校の児童も参加している。

## 交通アクセス
最寄りのバス停
- 島鉄バス 「津波見」バス停

最寄りの道路
- 国道251号

## 参考資料
- 南島原市立津波見小学校からのお知らせ